# Värld 1-1
"Värld 1-1" är den första banan i plattformsspelet Super Mario Bros. från 1985, utvecklat och utgivet av Nintendo. Banan designades av Shigeru Miyamoto för att vara en genomgång för nya spelare så att de snabbt skulle lära sig hur spelet fungerar. ”Värld 1-1” är en av de mest välkända datorspelsbanorna och efterliknas, citeras och parodieras regelbundet.

## Design

### Filosofi
Under eran för den tredje generationens konsoler var genomgångar som förklarade spelmekaniken för spelare sällsynta. Istället fick de lära sig hur ett datorspel fungerade genom att bli guidade av bandesignen. Öppningssekvenserna av spel till Nintendo Entertainment System, så som Metroid, The Legend of Zelda och Super Mario Bros., är alla designade på ett sådant vis att spelare var tvungna att utforska spelmekanismerna för att kunna fortskrida. Super Mario Bros. var det första sidscrollande spelet där Mario medverkade och ett av de första datorspelen som regisserades och designades av Shigeru Miyamoto. "Värld 1-1" introducerar de olika farorna och föremålen genom att tvinga spelaren att interagera med dem, samtidigt som spelaren rör sig genom banan, istället för att urskillningslöst konfronteras med hindren.
I en intervju med Eurogamer förklarade Miyamoto att han skapade ”Värld 1-1” för att den skulle innehålla allt som en spelare behöver för att ”gradvis och naturligt förstå vad de gör,” så att de snabbt kan förstå hur spelet fungerar. Enligt Miyamoto kommer spelaren, när denna förstår mekanismerna i spelet, kunna spela mer fritt och det blir ”deras spel.”

### Genomförande

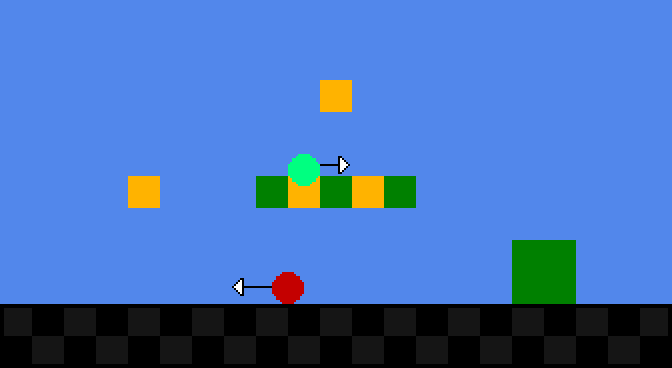
Illustration över inledningen av “Värld 1-1”. En av spelets fiender, en så kallad Goomba (rött), rör sig mot Mario som måste hoppa. Svampen (ljusgrönt) dyker upp efter att Mario stött i den guldfärgade klossen. Den börjar då rulla till höger tills den faller ner från plattformen och studsar mot röret (grönt), vilket får den att ändra riktning och rulla mot Mario.

I början på ”Värld 1-1” stöter Mario, som spelaren styr, på en Goomba som sakta rör sig mot karaktären. Enligt spelsajten 1UP.com är det troligt att denna första fiende kommer att besegra en ny spelare, trots att den enkelt kan undvikas genom att hoppa över den. Då knappt något av spelomgången gått förlorad kan spelaren lära sig av nederlaget och försöka igen. Efter att denna fiende passerats kommer spelaren till en plats med klossar där några är färgade i guld. Genom att hoppa med Mario och stöta i dessa klossar underifrån ploppar ett mynt ut. Enligt Miyamoto gör åsynen av ett mynt som dyker upp att ”[spelaren] blir glad” och vill upprepa handlingen. När så sker vid nästa guldfärgade kloss uppenbarar sig en svamp, en power up, som rör sig mot Mario på ett sätt som, på grund av klossarnas placering, är svår att undvika. När Mario rör vid svampen växer han i storlek vilket blir en annan positiv förstärkning.
Efter denna del av banan kommer spelaren fram till fyra vertikala hinder, så kallade ”warp pipes”, som kräver att Mario hoppar. Dessa rör har olika höjd och ger en vink om att ju längre spelaren håller nere hopp-knappen, desto högre hoppar Mario. Spring-knappens användningsområde träder fram när spelaren träffar på hål av varierande storlek i banan. När knappen trycks ned ökar Marios fart vilket gör det lättare att klara av hopp mellan plattformarna. Miyamoto sade att där fanns hål som, om Mario föll i dem, inte skulle resultera i att spelaren skulle bli tvungen att börja om banan från start.
”Värld 1-1” innehåller några dolda delar, exempelvis ett rör som leder till en bonusbana och en dold kloss som innehåller ett extraliv som spelare kan upptäcka via omspelningar. Specialrören gör det också möjligt för spelare att hoppa över en stor del av nivån så att mer vana spelare kan fortskrida snabbare i omspelningar av spelet.

## Eftermäle
”Värld 1-1” nämns återkommande som en av de mest ikoniska spelnivåerna, och Chris Kerr på Gamasutra beskrev den som ”legendarisk”. Boston Blake på Game Rant betygsatte ”Värld 1-1” bland de bästa öppningsbanorna i datorspel som en bana som ”tände en kärlek för spelande i hjärtan hos spelare över hela världen,” och Jon Irwin på tidskriften Paste Magazine beskrev banan som en ”examenskurs i att lära spelare hur spelande går till.”
Jeremy Parish på 1UP.com uttryckte att ”mycket av spelets framgång kom från faktumet att det utrustade spelare med redskapen för att bemästra det från första början.” Nästan alla spelmekanismer som introducerades senare i spelet är variationer av vad spelaren lär sig i ”Värld 1-1”, och de första banorna i senare spel i serien, som Super Mario Bros. 3, baseras och bygger vidare på mekanismerna som inleddes i och med ”Värld 1-1”. Parish beskrev nivån som ”den mest imiterade, refererade, och parodierade enskilda nivå i ett datorspel.”
Designfilosofin som tog sin början i Super Mario Bros., omnämnd som ”lärande genom spelande”, har implementerats i alla datorspel som Miyamoto har jobbat med sedan dess. ”Värld 1-1” hade stor inverkan på senare Super Mario-spel, så som den första banan i Super Mario 3D World.